# 李氏朝鮮後期の農民反乱
ここでは、李氏朝鮮後期の農民反乱（りしちょうせんこうきの のうみんはんらん）について説明する。

## 概説
農業・商業・手工業など各方面にわたる経済的成長は朝鮮両班社会の身分体制に変化をもたらし始めた。良人や中人出身の富農や巨商たちは官職を買収するなど両班のように振舞った。一方、両班たちの中で小作農に没落して行く人々がいた。
また、良人である農民の中で小作農に没落する人々も多く、その中には農村を脱して一定の居所なしにさすらう人々もいた。しかし奴婢はますます姿を消していった。奴婢案に記載した公奴婢の数は相当だったが、彼らは事実上良人と違いがなかった。1801年には奴婢案さえ国家で燃やしてしまって、公奴婢たちは賎人身分を脱して良人になった。私奴婢はまだ残っていたが、これも徐々に消滅していった。このような身分体制の動揺は、さまざまな社会的な波瀾を起こすようになった。この頃相次いで起きた民乱はその結果だった。
19世紀に入って、外戚の勢道政治が行われて綱紀がさらに紊乱（びんらん）することにより、民心は朝廷から離反していった。農民たちの不満と不平は、圧制が甚だしい社会では、まず陰性的な形態を帯びて現われるものと決まっていた。各地で掛書・榜書などの事件が相次いで起こり民心が乱れた。このような社会的不安は、『鄭鑑録』のような秘記や讖緯が流布する温床だった。
しかし農民たちの不満はこのような陰性的なことにだけに止まらなかった。まず火賊や水賊という盗賊の群れが横行した。それだけではなく民乱がまた頻発した。その主体はもちろん農民だった。しかし時には没落した不平両班たちが指導して大規模反乱に拡大する場合もあった。1811年に起きた洪景来（ホン・ギョンネ）の乱はその代表的なものである。
この外にも小規模民乱はほとんど休む間もなく全国的に起きた。1862年の晋州民乱はその中でも最も目立つものだった。このような民乱は、たいてい悪質官吏の除去を目的にする自然発生的なものだった。しかしそれは両班社会自体に対する反抗でもあった。
一方農民たちは三政の紊乱による自分たちの経済的な困難を打開するために様々な努力をした。そういう努力は契と救荒植物の発達という現象を生んだ。救荒植物としてはジャガイモとサツマイモの栽培が盛んだったし、これには趙曮・李匡呂・姜必履などの努力が大きかった。

## 洪景来の乱
散発的に噴出した民衆の不満は1810年代以後に大規模反乱の形態に発展した。その反乱の松明をまず持って出たのは平安道地方だった。ここは鉱山が多く、義州商人・平壌商人など対外貿易を通じて大商人に成長した者が少なくなかった。彼らの中には財力を基に郷任層に上がった者も少なくなかった。経済的に見ると他の地方に比べて先に進む所だったし、両班勢力も微弱だった。しかしそういう経済的先進性が、むしろ中央政府の収奪の対象になった。平壌監司は金儲けがよくできる最も羨ましい官位と思われて「平壌監司も私が嫌いならそれまで」という流行語ができた。西北人のもっと大きな不満は、科挙に合格しても要職を与えない地方差別だった。これは文禄・慶長の役以後に長い間累積した不満だった。檀君・箕子朝鮮の文化伝統を継承したと自負する西北人に精神的な傷を与えた。
1811年、洪景来・禹君則・金士用・李禧著・金昌始などが主動になったいわゆる「洪景来の乱」が、西北地方の大商人・郷任層・武士・流浪農民など各階層が連合して、地方差別打破を合言葉に掲げて起きた。10年間の長年の準備の末に起きただけに、その威勢もすごかった。初め嘉山郡多福洞で1千余名の兵力で軍事を起こした洪景来の勢力は、平安道民の幅広い呼応を得て、あっという間に清川江以北の9邑を占領する戦果をあげた。しかし博川の松林戦闘で官軍に敗れ、定州城に入って対抗したが、軍事を起こしてから4カ月に城が陥落してしまった。平安道民衆蜂起が失敗した原因は、地方差別打破という名分が全国的に訴える力を持てなかったことにあった。しかし西北地方で成長した経済的力量と住民たちの覚醒は、後日また、韓末の救国啓蒙運動に発揮されて多くの愛国志士たちを排出するようになった。

## 壬戌民乱
平安道民の抗拒にもかかわらず賦税制度の矛盾は是正されなかった。19世紀中葉の哲宗のときに至って、賦税制度の矛盾に不満を抱く民衆の抗拒は全国的に拡散した。その中でも忠清道・全羅道・慶尚道のいわゆる三南地方が最も熾烈だった。
1862年旧暦2月慶尚道丹城で始まった民衆蜂起は、隣の晋州につながり慶尚道20個郡県・全羅道37個郡県・忠清道12個郡県、そして部分的に京畿道・咸鏡道・黄海道等の地でも起きた。
この中でも1862年晋州で起きた抗拒が最も激しかった（晋州民乱）。兵使の白楽莘の苛斂誅求に耐えられない晋州民衆は、郷任の柳継春の指導の下に頭に白い頭巾をかぶり、自らを樵軍（木こり）と呼びながら竹槍と棍棒を持って立ち上がり、官衙を壊して農村の富民たちを襲撃した後に自ら解散した。

## 甲午農民戦争（東学党の乱）

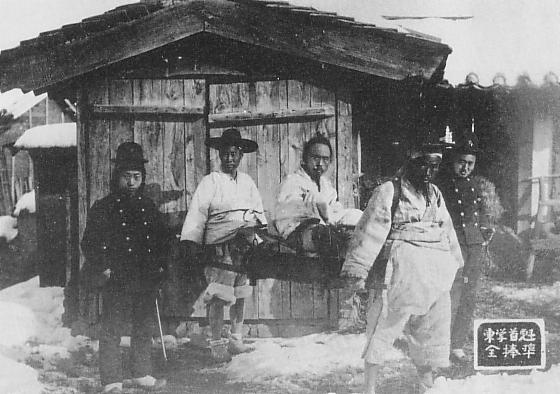
指導者である全琫準を連行する朝鮮の役人

1882年には壬午軍乱と呼ばれる反乱が起き、日本公使館や閔氏政権が襲撃された。1884年には、より徹底的な改革を図ろうとした開化派によるクーデターである甲申政変が日本の後押しでなされたが、清国軍が王宮を守る日本軍に攻め寄り開化派は敗退し、日本も撤退した。1894年になると甲午農民戦争（東学党の乱）と呼ばれる農民蜂起が朝鮮全土で起り、閔氏政権を脅かした。同政権の要請により清国が出兵したが、これに呼応した日本軍も朝鮮に出兵し、日清戦争へと事態は発展していくことになる。

## 特徴と影響
この時期の民衆運動は主に賦税収奪に不満を抱く貧しい農民と饒戸富民、そして地方土豪まで加勢して、本来両班たちの自治的会議機構だった郷会を通じて合法的な訴請運動を開いて監営に営訴をしたが、志を果たすことができないと竹槍などの武器を持って立ち上がり、守令や吏胥輩、そして地主・高利貸金業者などを攻撃した。
政府は、武力で鎮圧するより、宣撫使・按覈使・暗行御史などを派遣して地方の実情を調査し、怨恨の対象になる守令を処罰して三政釐政庁を設置し、農民負担を緩和する措置を取った。その結果、民衆蜂起は多少鎮静したが、根本的な解決が成り立ったのではなかった。そして興宣大院君執権期にも光陽民乱（1869年）・李弼済の乱（1871年）・明火賊の活動がそのまま持続し、その延長線上に1894年の甲午農民戦争が発生するようになった。

## 契と救荒植物
朝鮮後期の全国的規模の民乱と三政の紊乱による農民の負担は苛酷なことであり、このような圧迫下で農民たちは契という経済的共同体を作って活路を開拓しようとした。契は現実的な利益を目的にして自発的に成り立ったもので、初期の親睦と共済を目的にした宗契・婚賞契・洞契から、次第に提堰契・軍布契・農具契などに発展して行った。
この他に、ジャガイモとサツマイモが救荒植物として農民たちが栽培するところなった。サツマイモは、英祖のときに趙曮が対馬で種子を貰って来て、農民たちの食生活に助けになった。ジャガイモも、憲宗のときに普及し、サツマイモよりも広く広がった。このような努力にもかかわらず、零細小作農で没落した農民たちの生活は困窮したので、飢餓者が生じ流浪する者も出て、農村の疲弊がもっと深化した。